# Били Реј Сајрус
Вилијам Били Реј Сајрус (енгл. William Billy Ray Cyrus; Флатвудс, 25. август 1961) познати је амерички глумац и певач. Отац је Мајли Сајрус, такође познате глумице и певачице. Прославио се у улози Роби Реј Стјуарта у тинејџерској серији Хана Монтана.